# Rakija

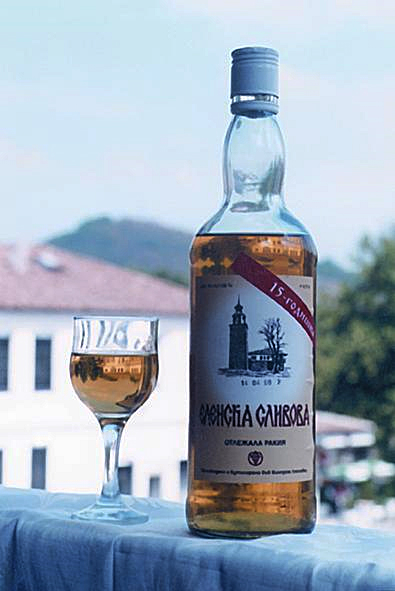
Bułgarska rakija śliwkowa

Rakija (bułg. ракия, bośn. rakija, chorw. rakija, gr. ρακί, maced. ракија, serb. pакија, węg. pálinka, alb. raki, rum. rachiu (pot. răchie), słoweń. žganje, słow. pálenka, tur. rakı) – mocny napój alkoholowy zbliżony do brandy lub bimbru, otrzymywany poprzez destylację przefermentowanych owoców. 
Popularny na obszarze Bałkanów. Zawartość w nim alkoholu wynosi 40%–50%, ale w warunkach domowej produkcji zazwyczaj jest większa (przeciętnie 50–60%). Serbska prepečenica (wypalanka) to rakija podwójnie destylowana, z zawartością alkoholu przekraczającą niekiedy 60 proc.
Uważana jest za napój narodowy w krajach południowosłowiańskich, takich jak Bośnia i Hercegowina, Bułgaria, Chorwacja, Serbia, Czarnogóra i Macedonia Północna. Jej zapewne najpopularniejsza odmiana – śliwowica, wytwarzana jest ze śliwek. Inne często wykorzystywane owoce to winogrona (najpopularniejsze w Serbii, Czarnogórze i Macedonii Północnej), brzoskwinie, morele, jabłka, figi oraz pigwy. Rakija śliwkowa i winogronowa jest po destylacji czasem mieszana z innymi składnikami, takimi jak zioła, miód, wiśnie i orzechy.

## Rodzaje
Wyróżnia się wiele rodzajów rakiji zależnie od owocowego surowca, z jakiego ją wytworzono:
| Owoce                   | w dawnej Jugosławii                                                                  | w Bułgarii                                                                                            |
| Podstawowe rodzaje      | Podstawowe rodzaje                                                                   | Podstawowe rodzaje                                                                                    |
| ----------------------- | ------------------------------------------------------------------------------------ | --- |
| śliwki (śliwowica)      | šljivovica, шљивовица,шљива                                                          | сливова (sliwowa), сливовица (sliwowica)                                                              |
| winogrona               | lozovača/loza, лозова ракија/лозовача/лоза                                           | гроздова (grozdowa) гроздовица (grozdowica) мускатова (muskatowa) mrtina (z mirrą) aniseta (z anyżem) |
| wytłok z winogron (kom) | komovica, комова ракија/комовица                                                     | джиброва (dżibrowa) джибровица (dżibrowica)                                                           |
| morele                  | kajsijevača, кајсијевача                                                             | кайсиева (kajsijewa)                                                                                  |
| gruszki                 | kruškovača/vilijamovka, крушковача/виљамовка,крушка                                  | крушева (kruszewa)                                                                                    |
| jabłka                  | jabukovača, јабуковача                                                               | ябълкова (jabyłkowa)                                                                                  |
| pigwy                   | dunjevača, дуњевача                                                                  | дюлева (djulewa)                                                                                      |
| figi                    | smokvovača, смоквача                                                                 | смокинова (smokinowa)                                                                                 |
| z dodatkami             |                                                                                      | |
| z różą                  | –                                                                                    | гюлова (gjułowa)                                                                                      |
| z ziołami               | travarica, траварица/trava                                                           | билкова (biłkowa)                                                                                     |
| z orzechami             | orahovača, ораховача/orahovica                                                       | орехче (orechcze)                                                                                     |
| z miodem                | medovača, медовача/medenica, medica – bardzo popularna w Istrii – regionie Chorwacji | греяна (grejana)                                                                                      |
| z wiśniami              | višnjevac/višnjevača, вишњевача                                                      | вишновка (wisznowka)                                                                                  |

Zwyczajna rakija jest przezroczysta (bezbarwna), jeśli nie dodano do niej ziół lub innych dodatków. Niektóre jej rodzaje przetrzymywane są w drewnianych beczkach (dębowych lub morwowych) dla nadania dodatkowego aromatu i złocistego koloru.

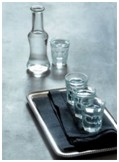
Grecka karafka i kieliszki do rakiji

Tradycyjnie powinna być serwowana w niewielkich kieliszkach o pojemności 30–50 ml, często ze szklanej karafki w kształcie buteleczki.
W popularnym przekonaniu na moc rakiji ma wskazywać średnica bąbelków tworzących się po mocnym wstrząśnięciu butelką. Są one również mylnie uważane za miarę jakości tego alkoholu.
W Bułgarii oraz Macedonii Północnej rakija jest zazwyczaj podawana z marynowanymi warzywami (tarszija), sałatką szopską lub innymi sałatkami zakąskowymi. Muskatowa rakija jest wytwarzana z winorośli właściwej, podczas gdy przygotowanie „dżibrowej” rakii jest takie samo, jak włoskiej grappy. Inną odmianą napoju jest grejana – rakija podgrzewana i słodzona miodem lub cukrem.
W Chorwacji travarica (rakija ziołowa) jest zwykle podawana na początku posiłku, razem z suszonymi figami. Tamtejsze wybrzeże Adriatyku znane jest z wielu ziołowych gatunków grappy, a niektóre z nich są typowe tylko dla jednej wyspy lub ich grupy. Np. wyspa Hvar jest znana z grappy z dodatkiem mirry (mrtiny – gorzkiej i ciemnobrązowej). Wyspy południowe, jak Korčula i miasto Dubrownik, są znane z grappy z dodatkiem anyżu (aniseta), a w centralnej Dalmacji najbardziej popularna jest grappa z orzechów (orahovica). Zwykle wytwarzana jest w warunkach domowych i podawana z herbatnikami albo suszonymi figami. W lecie wielkie szklane słoje z grappą i orzechami umieszczane są na balkonach, ponieważ proces produkcji wymaga wystawienia jej na słońce. Na północy Adriatyku, głównie na Istrii, rakija jest zwykle wytwarzana z miodu (medica) albo jemioły (biska). Żółtobrązowa i słodka biska jest typowym likierem z Istrii.

## Proces produkcji
Przygotowany nastaw z owoców poddawany jest fermentacji przez dzikie drożdże, ale coraz częściej dodawane są szlachetne szczepy drożdży winiarskich aż do momentu przerobienia całego cukru. Destylacja odbywa się w tzw. kazanie – tradycyjnym alembiku o charakterystycznym kształcie, który wykonany jest z miedzi (jej zastosowanie poprawia smak destylatu usuwając siarkowodór).

## Znaczenie rytualne

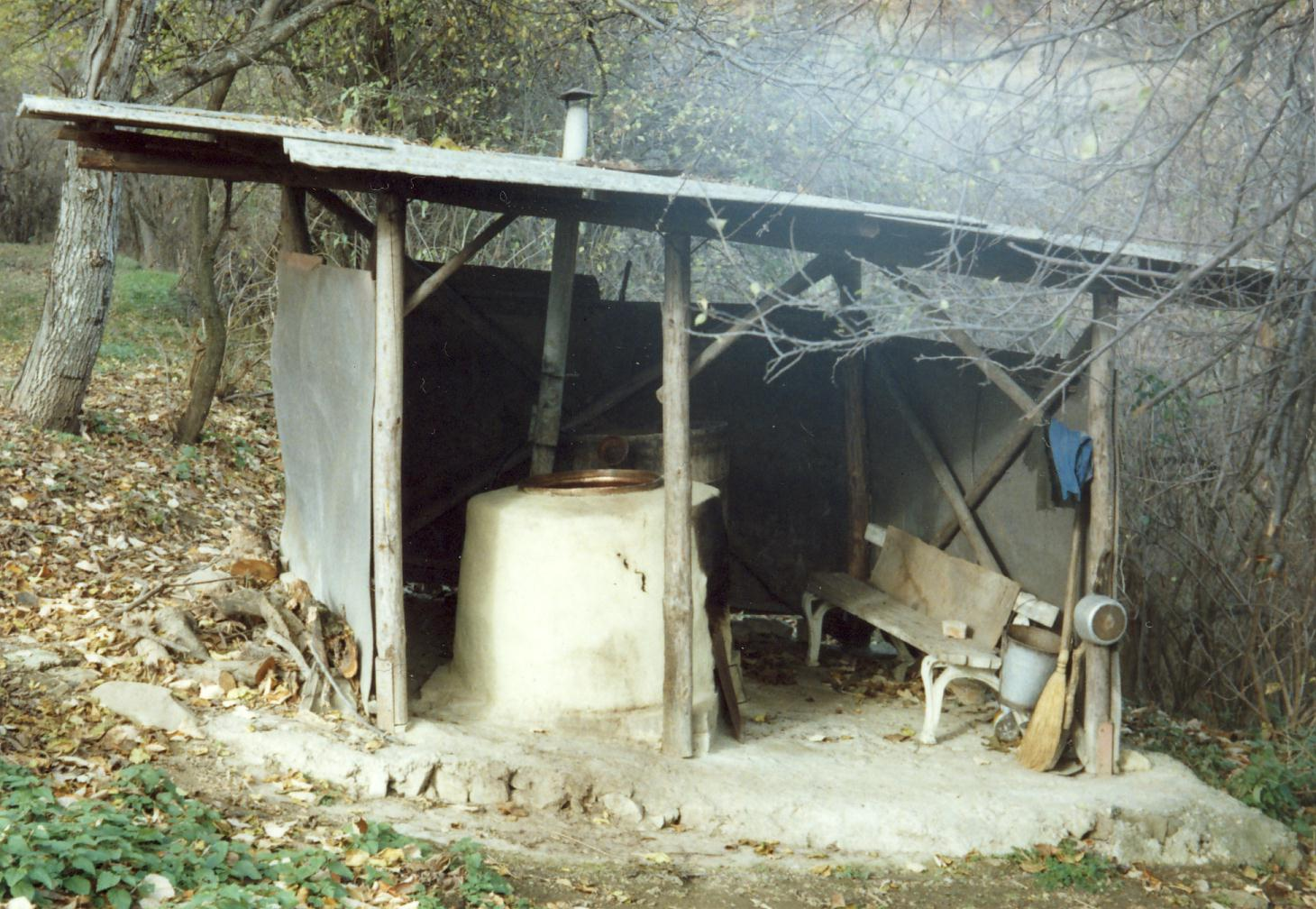
Domowa destylarnia rakiji w bułgarskiej wsi Dyrlewci

Picie rakiji miewa na Bałkanach często znaczenie czynności rytualnej:
- Na zakończenie prawosławnego pogrzebu, przy opuszczaniu cmentarza, żałobnikom podawany jest kawałek ciasta pogača i kieliszek rakiji. Pijąc „za duszę” zmarłego, najpierw wylewa się nieco napoju na ziemię ze słowami: „Dumnezeu sa-i primeasca” (Niech Bóg otrzyma to dla niego/niej), a następnie dopija się resztę.
- Podczas ceremonii ślubu ojciec pana młodego przechadza się wokół kolejnych stołów, proponując kieliszek rakiji wszystkim gościom ze wzniesieniem toastu za szczęście nowożeńców. Ogólnie biorąc w krajach bałkańskich rakija jest podawana gościom (odwiedzającym dom) na powitanie.
- „Gotowana” (kuvana lub grejana) rakija, podgrzewana w wielkich gąsiorach, często jest serwowana odwiedzającym festyny na otwartej przestrzeni, zwłaszcza zimą. Podobna jest do grzanego wina ze względu na używanie na słabszych rodzajów rakiji (bądź mocniejszych, ale rozcieńczonych z wodą), do których dodaje się miód i cukier z przyprawami.

## W Albanii
Raki została przeniesiona do Albanii w następstwie osmańskiego podboju kraju pod koniec XIV wieku. Jest wytwarzana z przefermentowanych owoców (najczęściej winogron, czasem śliwek), poddanych następnie destylacji. Nie zawiera anyżku. Raki wytwarzana z winogron jest zwykle uznawana za wysokojakościową, natomiast mieszanie jej z wodą uważane za niewłaściwe i rzadko spotykane w Albanii. Do najlepszych jakościowo należy trunek pochodzący z okręgu Skrapar oraz okręgu Përmet. Bardzo cenioną raki jest wytwarzana z owoców morwy (raki mani).
Albańczycy są dumni ze swojego narodowego napoju pitego w niewielkich ilościach (zwykle na spotkaniach i zebraniach jako aperitif), przy czym zarówno jego wytwarzanie, jak i picie stanowią swoistą sztukę. Proces wytwarzania tego napoju w Albanii jest wyjątkowo trudny, gdyż najmniejsza pomyłka może zmienić potencjalny nastaw w coś, co znane jako „miękka raki”, uznawane jest na ogół za niewarte konsumpcji. Proces przebiega od zacierania owoców, dla ich przefermentowania we właściwych warunkach, poprzez zapewnienie odpowiednio silnego ognia pod kotłem destylacyjnym, aż pododawanie do finalnego produktu gałązek jabłoni. Jest to pracochłonne zadanie i tych, którzy potrafią to robić dobrze, obdarza się znacznym szacunkiem.

## Pokrewne alkohole
- rakı – przyprawiana anyżkiem winogronowa wódka turecka;
- tsikudia – podobny napój grecki wyrabiany na Krecie;
- tsipuro – grecka wódka z winogronowych wytłoczyn (typowa dla Macedonii i Tesalii);
- zivanía – podobna wódka cypryjska;
- țuică – rumuńska wódka śliwkowa;
- grappa – włoski alkohol z wytłoków winogron, słabszy od serbskiej komovicy;
- czacza – odpowiednik grappy wytwarzany w Gruzji.